# Daniel Brandenstein
Daniel Brandenstein (ur. 17 stycznia 1943 w Watertown, Wisconsin) – amerykański lotnik morski, pilot doświadczalny i astronauta.

## Życiorys
W 1961 ukończył szkołę w Watertown, w 1965 uzyskał dyplom z matematyki i fizyki w University of Wisconsin w River Falls. Od 1965 służył w armii, w maju 1967 został lotnikiem morskim, w 1968–1970 służył w Azji Południowo-Wschodniej, biorąc udział w 192 misjach bojowych. Po powrocie został pilotem doświadczalnym, służył m.in. na zachodnim Pacyfiku i Oceanie Indyjskim. Ma wylatane 6400 godzin. 16 stycznia 1978 został wybrany przez NASA jako kandydat na astronautę, w sierpniu 1979 został włączony do grupy astronautów, był szkolony na pilota statku kosmicznego. Uczestniczył w czterech lotach kosmicznych – za pierwszym razem jako pilot, w następnych trzech jako dowódca.
Jego pierwszą misją była STS-8 od 30 sierpnia do 5 września 1983, trwająca 6 dni, godzinę i 8 minut; start nastąpił z Centrum Kosmicznego imienia Johna F. Kennedy’ego. Umieszczono wówczas na orbicie geostacjonarnej indyjskiego satelitę telekomunikacyjnego INSAT 1B. Od 17 do 24 czerwca 1985 dowodził misją STS-51-G, podczas której umieszczono na orbicie trzy satelity telekomunikacyjne; trwała ona 7 dni, godzinę i 38 minut. Od 9 do 20 stycznia 1990 dowodził misją STS-32 trwającą 10 dni i 21 godzin, podczas której umieszczono na orbicie satelitę telekomunikacyjnego Leasat-5. Ostatnią jego misją była STS-49 od 7 do 16 maja 1992 trwająca 8 dni, 21 godzin i 17 minut, podczas której naprawiono satelitę telekomunikacyjnego Intelsat 6 F-3.
Łącznie spędził w kosmosie 32 dni, 21 godzin i 3 minuty. 1 października 1992 opuścił NASA. Otrzymał wiele odznaczeń, w tym Zaszczytny Krzyż Lotniczy, Medal Departamentu Obrony za Chwalebną Służbę, cztery Medale NASA za Lot Kosmiczny, francuską Legię Honorową, saudyjski Medal Króla Abdul Aziza i wietnamski Krzyż Waleczności.
Stowarzyszenie Uczestników Lotów Kosmicznych (Association of Space Explorers) przyznało mu Universal Astronaut Insignia za lot orbitalny (nr 124).